# جيرسون رابيلو
جيرسون رابيلو (بالإنجليزية: Jerson Ravelo)‏ مواليد 30 يوليو 1977 في جمهورية الدومينيكان، هو ملاكم دومينيكي. شارك في دورة الألعاب الأولمبية الصيفية.

## إحصائيات
خاض خلال مسيرته 20 نزالا، فاز في 18 ولم يتعادل وخسر في 2. فاز بالضربة القاضية في 12 نزالا.

## روابط خارجية
- جيرسون رابيلو على موقع بوكس ريك (الإنجليزية) (registration required)
- جيرسون رابيلو على موقع أوليمبيديا (الإنجليزية)